# Самый лучший день
«Са́мый лу́чший день» — российская «караоке-комедия» режиссёра Жоры Крыжовникова. Сценарий к фильму был написан Алексеем Казаковым и Жорой Крыжовниковым по мотивам пьесы Александра Островского «Старый друг лучше новых двух». Премьера фильма в России состоялась 24 декабря 2015 года.
Является самым кассовым российским фильмом 2015 года, собравшим в прокате более 10,5 млн долларов.

## Сюжет
Провинциальный капитан ДПС Петя Васютин собирается жениться на любимой девушке Оле, но поддаётся блеску столичной поп-звезды Алины Шёпот. Попавшись ему пьяной за рулём, она решает соблазнить Петю, чтобы избежать наказания. Потеряв невесту, Васютин пытается исправить свои ошибки.

## В ролях
| Актёр              | Роль                                                      |
| ------------------ | --------------------------------------------------------- |
| Дмитрий Нагиев     | Пётр Геннадиевич Васютин инспектор ДПС                    |
| Юлия Александрова  | Оля кассирша на заправке, невеста Пети                    |
| Ольга Серябкина    | Алина Шёпот поп-звезда                                    |
| Сергей Лавыгин     | Валентин лучший друг Пети                                 |
| Инна Чурикова      | Любовь Михайловна Васютина мама Пети                      |
| Валентина Мазунина | Анжела работница на заправке, подруга Оли, жена Валентина |
| Михаил Боярский    | Геннадий Васютин папа Пети                                |
| Елена Яковлева     | Татьяна мама Оли                                          |
| Владислав Ветров   | Викентий Михайлович жених Татьяны                         |
| Ян Цапник          | начальник ОГИБДД                                          |
| Андрей Малахов     | камео ведущий шоу «Пусть говорят»                         |

## Создание
Режиссёр Жора Крыжовников позиционировал свой фильм как снятый в жанре «караоке-комедии»: игровые эпизоды фильма чередуются с музыкальными номерами, созданными на основе популярных песен, и сопровождаются титрами, как в караоке. В фильме задействованы песни ВИА Гра, Михаила Боярского, Григория Лепса, Анны Герман, Глории Гейнор и других.
Актёром озвучки (дубляжа), исполнителем всех вокальных и музыкальных партий Дмитрия Нагиева в фильме стал российский музыкант и актёр Владимир Дягель.
Вместе с тем, кинокритик Алексей Литовченко отмечает, что такого жанра, как караоке-комедия, «в природе не существует», а «всё „новаторство“ Жоры Крыжовникова заключается в появляющихся время от времени внизу экрана строчках текста».
Хореографом картины стал Олег Глушков, работавший над фильмами «Стиляги» и «Оттепель». В музыкальных номерах были задействованы более 50 профессиональных танцоров.
Съёмки картины прошли в мае—сентябре 2015 года в Коломне, Подольске, Троицке, Ефремове и в Туле.
Создатели картины запустили всероссийский «караоке-марафон» в поддержку фильма. Событие прошло в 10 крупных городах России. Город, в котором на марафон собралось больше всего людей, стал победителем марафона. В городе-победителе прошла премьера «Самого лучшего дня», на которую приехал исполнитель главной роли Дмитрий Нагиев. Марафон был проведён пародийным дуэтом «Боня и Кузьмич».

## Отзывы и оценки
Фильм вызвал противоречивые отзывы в прессе, от положительных до резко отрицательных. Фильм похвалили в обзорах изданий «КоммерсантЪ», «Фонтанка», Colta.ru, «Ведомости», «Афиша Mail.ru». Разгромные обзоры опубликовали издания «Афиша», «Российская газета», «КГ-портал».
В положительных отзывах хвалили оригинальность картины и работу режиссёра Крыжовникова: «Альтернативное новогоднее кино, которое можно смотреть без вреда для психики в любое время», «Крыжовников демонстрирует реальность, балансируя на грани пародии и абсурда», «Это „Мулен Руж“ — но в исполнении автора „Горько!“, самой умной российской комедии последних лет». В отрицательных отзывах подчёркивали безвкусность фильма, сомнительную мораль и пропаганду алкоголя. Антон Долин в рецензии для «Афиши» особенно критикует главного героя в исполнении Нагиева («такому совершенно невозможно сопереживать») и финал фильма («Это уже не хеппи-энд. Это капитуляция»). «Назвать комедией это жизнеописание любителей заложить за воротник язык не поворачивается», — заключает «Российская газета».
Один из четырёх российских фильмов, включённых в конкурсную программу I Кинофестиваля БРИКС (2016), однако, призами отмечен там не был.